# Charlton Hayes
Charlton Hayes är en civil parish i distriktet South Gloucestershire, i grevskapet Gloucestershire, i England. Civil parish är belägen 8 km från Bristol. Civil parishen inrättades den 1 april 2023 från Patchway.